# Eupithecia disparata
Eupithecia disparata är en fjärilsart som beskrevs av Jacob Hübner 1796/99. Eupithecia disparata ingår i släktet Eupithecia och familjen mätare. Inga underarter finns listade i Catalogue of Life.